# Vlădaia
Vlădaia est une commune roumaine du județ de Mehedinți, dans la région historique de l'Olténie et dans la région de développement du Sud-Ouest.

## Géographie
La commune de Vlădaia est située dans le sud-est du județ, dans les collines de Bălăcița (Podișul Bălăciței), à 35 km au sud-est de Drobeta Turnu-Severin, la préfecture du județ.
La commune est composée des quatre villages suivants (population en 2002) :
- Almăjel (829) ;
- Scorila (320) ;
- Ștircovița (318) ;
- Vlădaia (761), siège de la municipalité.

## Histoire
La commune a fait partie du royaume de Roumanie dès sa création en 1878.

## Religions
En 2002, 97,93 % de la population étaient de religion orthodoxe et 2,01 % étaient baptistes.

## Démographie
En 2002, les Roumains représentaient 90,39 % de la population totale et les Tsiganes 9,60 %. La commune comptait alors 1 020 ménages et 1 300 logements.
| 2002  | 2007  |
| ----- | ----- |
| 2 228 | 1 897 |

## Économie
L'économie de la commune repose sur l'agriculture et l'élevage.

## Lieux et monuments
- Almăjel, église St Nicolas (Sf. Nicolae) de 1867.

- Vlădaia, église St Nicolas (Sf. Nicolae) de 1859.